# Су-47
Су-47 е експериментален самолет, от серията Су (Сухой).
Характерно за новия модел е обратната стреловидност на крилото, която придава на самолета по-голяма маневреност. Работата по проекта започва през 1980-те години. За първи път Су-47 „Беркут“ е показан през 1997 г., когато прави първия си полет.
В началото разработката на многоцелевия изтребител от 5-о поколение е била с наименование С-32. След успешните изпитания през 1997 г., кодовото име на самолета се променя на С-37, а по-късно на Су-47 „Беркут“.
Интересен е начинът на изграждане на крилата. За да постигнат необходимата здравина, руските учени са използвали композитни материали, като първо се изгражда плоскост с формата на крилата, а след това се нанасят допълнителни слоеве отгоре за постигане на необходимата форма и аеродинамика.